# Patrick Blossier
Patrick Blossier (París, 23 de setembre de 1949) és un director de fotografia francès. Es va graduar a l'École nationale supérieure Louis-Lumière el 1971. El seu debut en llargmetratge com a cinematògraf es va produir el 1976 a Camerun on va treballar amb Daniel Kamwa a Pousse-pousse. Ha treballat en més de setanta pel·lícules des de 1976. Va formar part del jurat del 70è Festival Internacional de Cinema de Canes.

## Filmografia
- 1976: Pousse-pousse de Daniel Kamwa
- 1980: Notre fille de Daniel Kamwa
- 1983: Autour du mur
- 1984: La Boiteuse
- 1985: À cœur perdu (curtmetratge) de Patricia Valeix
- 1985: Sans toit ni loi d'Agnès Varda
- 1986: T'as de beaux escaliers, tu sais de Agnès Varda
- 1987: Sale Destin de Sylvain Madigan
- 1987: Miss Mona de Mehdi Charef
- 1987: L'Homme voilé
- 1987: Le Moine et la Sorcière de Suzanne Schiffman
- 1987: La Vallée fantôme
- 1987: Avril brisé de Liria Bégéja
- 1988: Mangeclous de Moshé Mizrahi
- 1988: Le Testament d'un poète juif assassiné de Frank Cassenti
- 1988: Camomille de Mehdi Charef
- 1988: Betrayed de Costa-Gavras
- 1989: Après la pluie de Camille de Casabianca
- 1989: Mes nuits sont plus belles que vos jours de Andrzej Żuławski
- 1989: Les Jupons de la Révolution : Marat (sèrie, 1 épisode)
- 1989: Music Box de Costa-Gavras
- 1990: Le Fruit de vos entrailles
- 1990: La Vengeance d'une femme
- 1990: Docteur Petiot de Christian de Chalonge
- 1991: Octavio
- 1991: Hors la vie de Maroun Bagdadi
- 1991: Jacquot de Nantes de Agnès Varda
- 1991: Mon père, ce héros de Gérard Lauzier
- 1992: Le Temps et la Chambre (téléfilm)
- 1992: Nous deux d'Henri Graziani
- 1993: La Petite Apocalypse de Costa-Gavras
- 1993: Libera me de Alain Cavalier
- 1994: Loin des barbares de Liria Bégéja
- 1994: La Fille de d'Artagnan de Bertrand Tavernier
- 1995: L'Aube à l'envers
- 1995: Innocent Lies
- 1995: Le Fabuleux Destin de madame Petlet de Camille de Casabianca
- 1996: Le Bel Été 1914 de Christian de Chalonge
- 1997: Fred de Pierre Jolivet
- 1997: Mad City de Costa-Gavras
- 1997: La camarera del Titanic
- 1997: Le Comédien de Christian de Chalonge
- 1998: Hors jeu de Karim Dridi
- 1999: Je règle mon pas sur le pas de mon père de Rémi Waterhouse
- 1999: Le Derrière de Valérie Lemercier
- 2000: Victoire ou la Douleur des femmes de Nadine Trintignant (telesèrie)
- 2000: La Fidélité d'Andrzej Żuławski
- 2000: Le Prince du Pacifique d'Alain Corneau
- 2001: Le Pacte du silence de Graham Guit
- 2002: Amen. de Costa-Gavras
- 2002: Décalage horaire de Danièle Thompson
- 2003: Père et Fils de Michel Boujenah
- 2004: Feux rouges de Cédric Kahn
- 2004: L'Équipier de Philippe Lioret
- 2005: Le Couperet de Costa-Gavras
- 2005: La Moustache d'Emmanuel Carrère
- 2006: Indigènes de Rachid Bouchareb
- 2006: Mon colonel de Laurent Herbiet
- 2007: L'Avare de Christian de Chalonge (téléfilm)
- 2007: Ceux qui restent de Anne Le Ny
- 2008: Orange Juice
- 2008: La Fille de Monaco d'Anne Fontaine
- 2008: Sunny et l'Éléphant de Frédéric Lepage
- 2009: Eden à l'ouest de Costa-Gavras
- 2009: Le Hérisson de Mona Achache
- 2010: Les Invités de mon père de Anne Le Ny
- 2011: Le Moine de Dominik Moll
- 2012: Mafiosa temporada 4 (série)
- 2012: Les Revenants de Fabrice Gobert (série)
- 2014: Mafiosa temporada 5 (série)
- 2014: Les Gazelles de Mona Achache

## Premis
- 1987: César a la millor fotografia per Miss Mona
- 2002: César a la millor fotografia per Amen
- 2006: César a la millor fotografia per Indigènes
- 1997: Nominat al Goya a la millor fotografia per La camarera del Titanic[2]